# 20. sydlige breddekreds
Den 20. sydlige breddekreds (eller 20 grader sydlig bredde) er en breddekreds, der ligger 20 grader syd for ækvator. Den løber gennem Atlanterhavet, Afrika, det Indiske Ocean, Australasien, Stillehavet og Sydamerika.